# Rafael González Iglesias
Rafael González Iglesias (La Coruña, 28 de febrero de 1900 - Madrid, 21 de mayo de 1951) fue un empresario español, presidente del Club Atlético de Madrid entre 1931 y 1935.

## Biografía
El 28 de noviembre de 1931 se celebraron elecciones a la presidencia del Atlético de Madrid, club que se encontraba en ese momento en Segunda División y que afrontaba múltiples problemas, y en el que había dimitido su anterior presidente, Luciano Urquijo.
Rafael González Iglesias, aparejador y abogado nacido en La Coruña treinta y un años antes ganó aquellas elecciones, accediendo a la presidencia.
El objetivo del club era el ascenso, el retorno a la Primera División, que finalmente llegó al finalizar la temporada 1933/34. Tras el ascenso, y de cara a consolidar la categoría, González Iglesias realizó tres importantes fichajes, los de los internacionales Martín Marculeta, Lafuente y "Chacho". Otra gestión importante en su haber es la consecución de acuerdos con los propietarios de los campos de fútbol Metropolitano y de Vallecas para rebajar el precio que el Atlético pagaba como alquiler de los mismos.
El 5 de enero de 1935 presentó su dimisión, aunque seguiría ligado al mundo del fútbol, en el que fue vicepresidente de la Federación Española, directivo de la castellana, y miembro de la Delegación Nacional de Deportes.